# Hexatoma pullatipes
Hexatoma pullatipes är en tvåvingeart som beskrevs av Alexander 1951. Hexatoma pullatipes ingår i släktet Hexatoma och familjen småharkrankar.
Artens utbredningsområde är Peru. Inga underarter finns listade i Catalogue of Life.